# Turbonilla azteca
Turbonilla azteca är en snäckart som beskrevs av Baker, Hanna och Strong 1928. Turbonilla azteca ingår i släktet Turbonilla och familjen Pyramidellidae. Inga underarter finns listade i Catalogue of Life.